# Bahnhof Helsinki
Der Bahnhof Helsinki (finnisch Helsinki asema), auch als Hauptbahnhof Helsinki (finnisch Helsingin päärautatieasema, schwedisch Helsingfors centralstation) bezeichnet, ist der zentrale Knotenpunkt des Nah- und Fernverkehrs in der Region Helsinki und ein bekanntes Wahrzeichen der Stadt. Er ist der Heimatbahnhof der finnischen Staatsbahn VR und Endstation aller Linien des Schienennahverkehrs in der Region Helsinki.

## Lage
Der Bahnhof ist oberirdisch als Kopfbahnhof ausgeführt, die Gleise sind nur teilweise überdacht. Fernreisezüge enden im südlichen, überdachten Bereich des Bahnhofs, der Nahverkehr in die Hauptstadtregion Helsinki verkehrt von den nördlichen, nicht überdachten Bahnsteigen.
Direkt vor dem Bahnhof befinden sich zwei Busbahnhöfe, einer auf dem Bahnhofsplatz (Rautatientori), einer auf dem Elielplatz (Elielinaukio). Von diesen fahren zahlreiche Stadt- und Regionalbuslinien und die Straßenbahn Helsinki ab. Der unterirdische U-Bahnhof Rautatientori ist die meistfrequentierte Station der Metro Helsinki.

## Geschichte

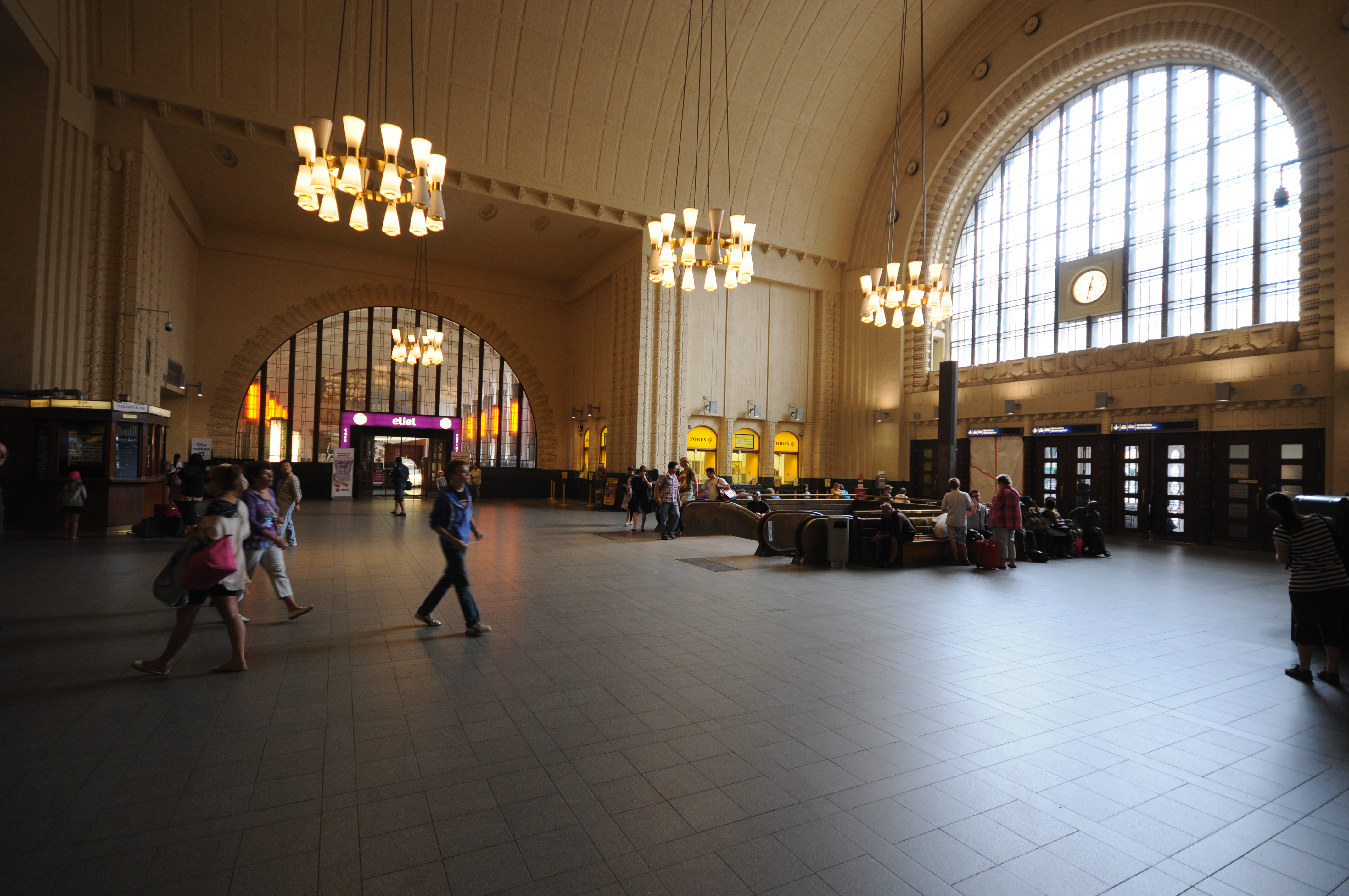
Haupthalle

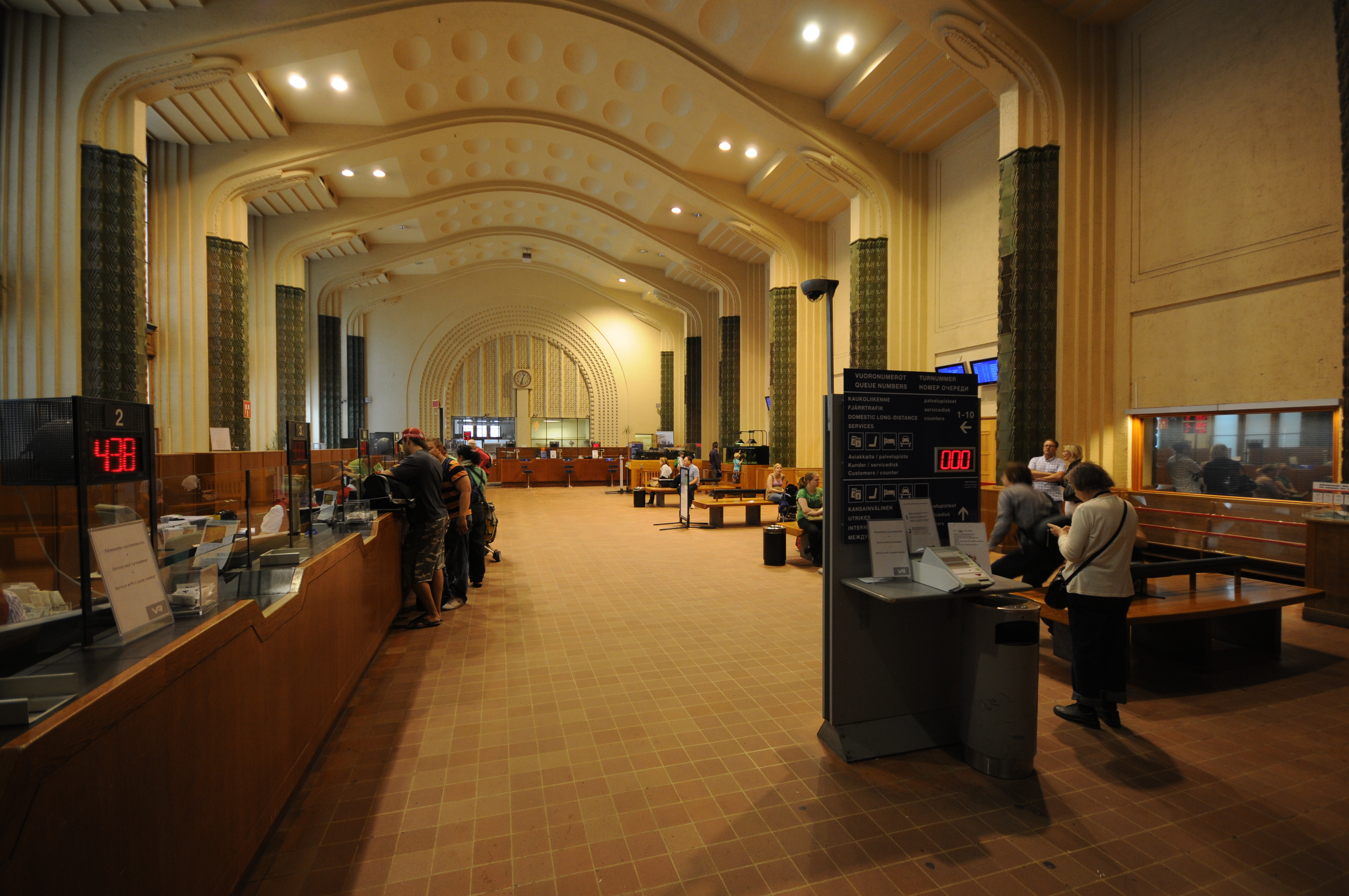
Schalterraum

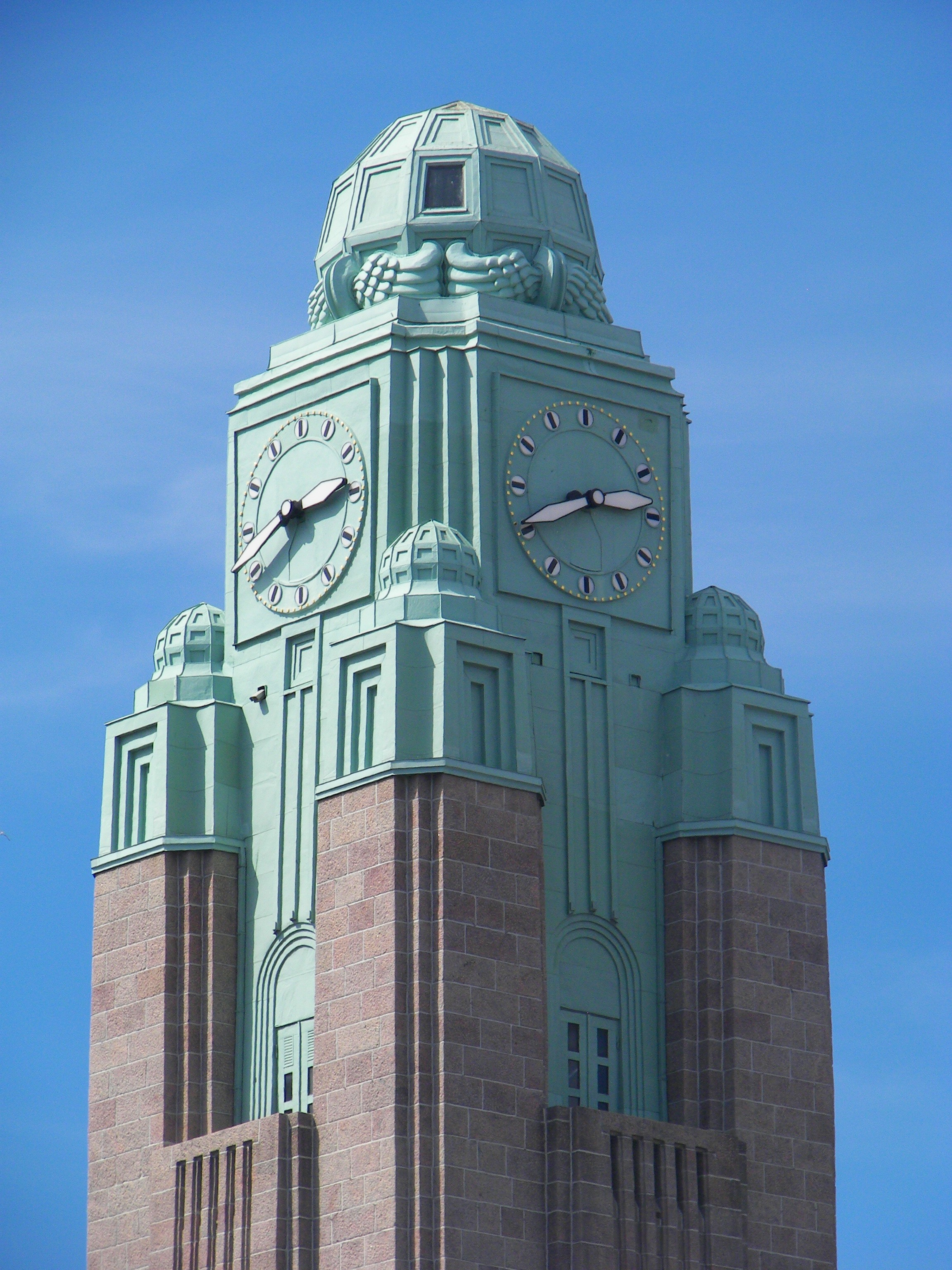
Der Uhrturm

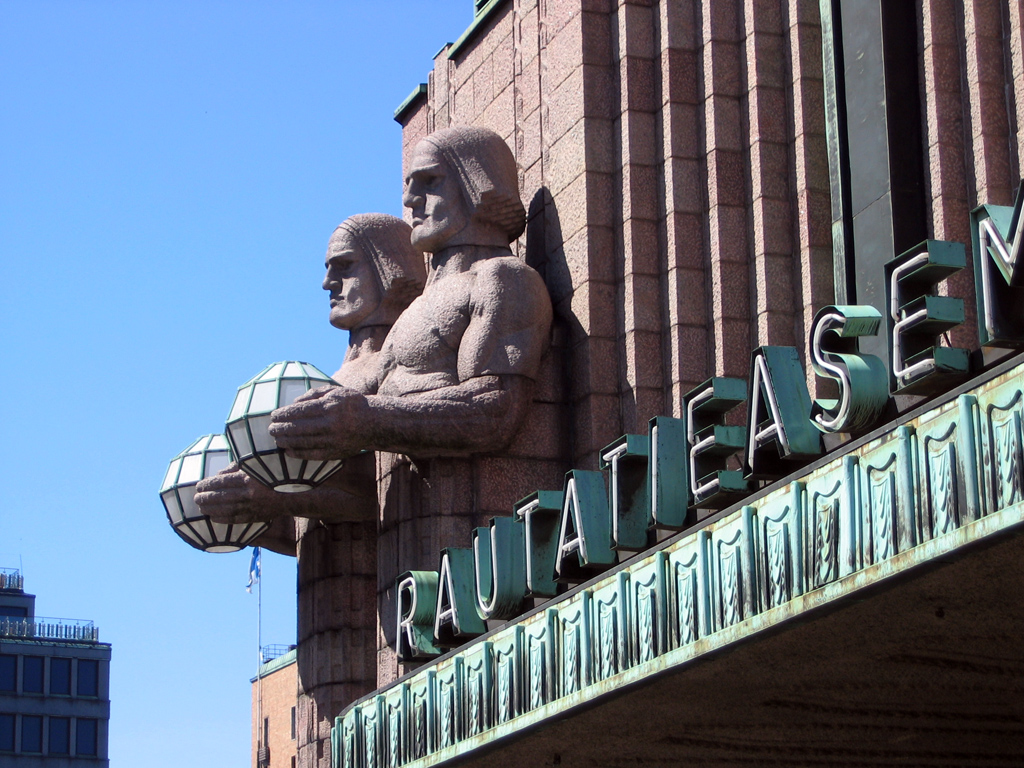
Figuren an der Fassade des Hauptbahnhofs, finnisch Kivimiehet, Steinmänner, genannt. Jeder von ihnen hält einen leuchtenden Globus aus Glas in der Hand

1860 wurde von Architekt Carl Albert Edelfelt der erste Bahnhof der Stadt Helsinki gebaut. Dieser erwies sich jedoch bald als zu klein. Aus dem 1904 veranstalteten Architekturwettbewerb für den geplanten Neubau ging der Vorschlag von Eliel Saarinen als Gewinner hervor. Der ursprüngliche Entwurf sah ein Empfangsgebäude in neuromanischem Stil vor. Das erntete Kritik. Eliel Saarinen überarbeitete seinen Entwurf und fand dabei zu einer klareren Formensprache mit Elementen des Jugendstils und des Neoklassizismus. Der Bau dauerte 15 Jahre, und der neue Bahnhof wurde am 5. März 1919 eingeweiht.
Als auch der neue Bahnhof dem im Laufe der Zeit wachsenden Verkehr nicht mehr gerecht werden konnte, wurde er durch neue Bahnsteige nach und nach erweitert. Da im eigentlichen Bahnhof kein Platz mehr war, wurden die neuen Bahnsteige unmittelbar nördlich im Freien, beiderseits der alten Gleise angelegt. Dies sind die heutigen Bahnsteige 1–3 (östlich der alten Gleise) und 12–19 (westlich).
In den 1960er Jahren wurde die unterirdische Einkaufspassage Asematunneli (Bahnhofstunnel) gebaut, unter der dann 1982 der U-Bahnhof eingerichtet wurde.
Im Rahmen der Renovierungsarbeiten Anfang des 21. Jahrhunderts erhielten die ursprünglichen acht Bahnsteige (heutige Nummerierung 4–11) nachträglich die bereits vom Architekten vorgesehenen Glasdächer. Auch wurde nördlich des Bahnhofsgebäudes, auf der Höhe der zusätzlichen Bahnsteige, eine Unterführung gebaut, die die Bahnsteige untereinander verbindet und auch einen leichteren Durchgang durch das Bahnhofsgelände ermöglicht. Des Weiteren wurden im Westflügel neue Geschäftsflächen eröffnet und über den Bahnsteigen 12–19 ein Neubau für das Hotel Holiday Inn errichtet.

## Architektur
Der Hauptbahnhof Helsinki gilt als Hauptwerk Saarinens. Die Fassade besteht aus finnischem Granit, besondere Merkmale sind der Uhrturm und die neben dem Haupteingang stehenden Statuen von Emil Wikström. Diese Statuen finden immer wieder in der modernen Werbung Verwendung, sie gelten als eines der Wahrzeichen von Helsinki. Die unterschiedlichen Dachkonstruktionen sowie großen Maueröffnungen sind als Rundbögen ausgebildet; das Gebäude hat vergleichsweise viele und große Fenster, was den Bahnhof recht hell erscheinen lässt.
Vom Asematunneli aus können weite Teile der Innenstadt durch ein verzweigtes Netz von Tunneln, Passagen, Einkaufszentren und (teilweise als Schutzräume ausgelegten) Parkgaragen unterirdisch erreicht werden.

## Sonstiges
Der Bahnhof enthält auch ein ursprünglich für den russischen Zaren als Wartebereich vorgesehenes Fürstenzimmer. Der Bahnhof wurde erst nach der Ermordung des letzten Zaren fertiggestellt. 